# Liste der Biografien/Peu
Liste der Biografien |
Portal Biografien |
Personensuche
# |
A |
B |
C |
D |
E |
F |
G |
H |
I |
J |
K |
L |
M |
N |
O |
P |
Q |
R |
S |
T |
U |
V |
W |
X |
Y |
Z |
?
 
Pa |
Pc |
Pe |
Pf |
Ph |
Pi |
Pj |
Pk |
Pl |
Pm |
Pn |
Po |
Pr |
Ps |
Pt |
Pu |
Pv |
Pw |
Py
 
Pea |
Peb |
Pec |
Ped |
Pee |
Pef |
Peg |
Peh |
Pei |
Pej |
Pek |
Pel |
Pem |
Pen |
Peo |
Pep |
Peq |
Per |
Pes |
Pet |
Peu |
Pev |
Pew |
Pex |
Pey |
Pez
Die Liste der Biografien führt alle Personen auf, die in der deutschsprachigen Wikipedia einen Artikel haben. Dieses ist eine Teilliste mit 89 Einträgen von Personen, deren Namen mit den Buchstaben „Peu“ beginnt.

## Peu

### Peuc
- Peucelle, Carlos (1908–1990), argentinischer Fußballspieler und -trainer
- Peucer, Caspar (1525–1602), deutsch-sorbischer Humanist
- Peucer, Heinrich Karl Friedrich (1779–1849), deutscher Jurist, Philologe, Diplomat, Autor und Übersetzer
- Peucer, Tobias, deutscher Mediziner, Verfasser der ersten Dissertation zur Presse
- Peuchen, Arthur (1859–1929), kanadischer Geschäftsmann, Militär und Yacht-SportlerArthur Peuchen (1859–1929)

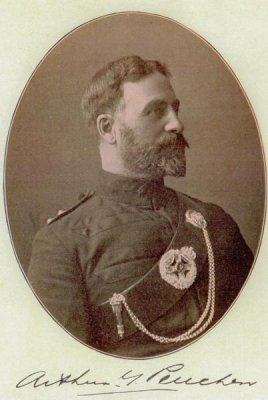
Arthur Peuchen (1859–1929)

- Peucker, Christoph (1662–1735), deutscher Bildhauer und Kunstschreiner
- Peucker, Eduard von (1791–1876), preußischer General der Infanterie
- Peucker, Franz (1881–1936), deutscher Jurist, Verwaltungsbeamter und Politiker (Zentrum), MdL
- Peucker, Hans-Joachim (* 1940), deutscher Basketballspieler und -trainer
- Peucker, Karl (1859–1940), österreichischer Geograph und Kartograph
- Peucker, Nicolaus, deutscher Dichter
- Peuckert, Fritz (* 1922), deutscher Lehrer und Schriftsteller
- Peuckert, Rudi (1908–1946), deutscher Politiker (NSDAP), MdR
- Peuckert, Rüdiger (1940–2014), deutscher Kommunalpolitiker (CDU) und Unternehmer
- Peuckert, Rüdiger (1944–2018), deutscher Sozialwissenschaftler
- Peuckert, Tom (* 1962), deutscher Autor, Theaterregisseur, Dokumentarfilmer und Hörspielautor
- Peuckert, Will-Erich (1895–1969), deutscher Volkskundler und Schriftsteller
- Peuckmann, Heinrich (1949–2023), deutscher Schriftsteller und GymnasiallehrerHeinrich Peuckmann (1949–2023)

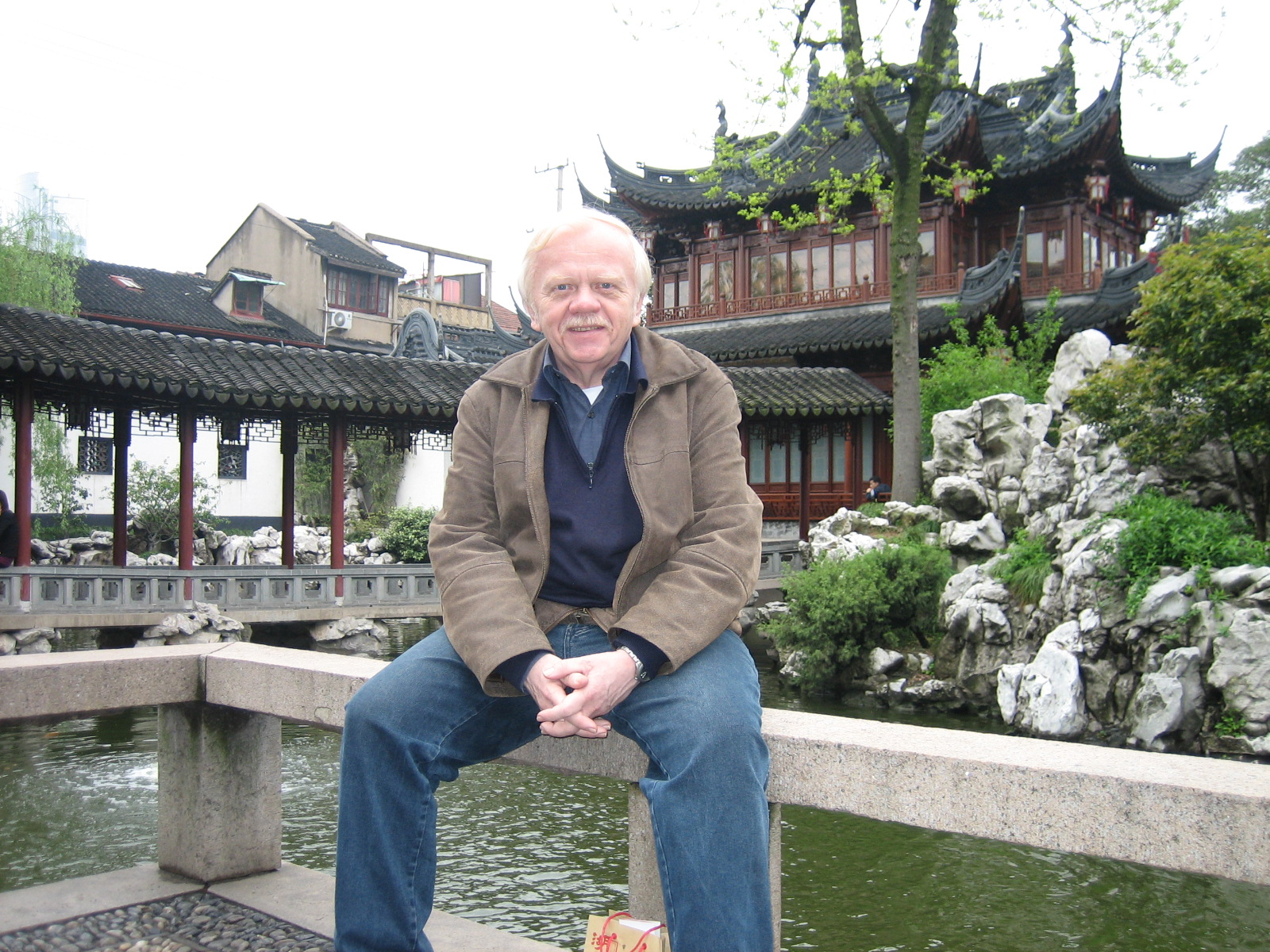
Heinrich Peuckmann (1949–2023)

### Peud
- Peudargent, Martin, flämischer Kirchen- und Hofkomponist

### Peue
- Peuerbach, Georg von (1423–1461), österreichischer Astronom
- Peuerl, Paul, österreichischer Komponist und Orgelbauer

### Peug
- Peugeot, Armand (1849–1915), französischer Unternehmer und Gründer des gleichnamigen französischen Autoherstellers Peugeot
- Peugeot, Fidel (* 1969), Schweizer Designer
- Peugeot, Jules-André (1893–1914), erster französischer Soldat, der im Ersten Weltkrieg getötet wurde
- Peugeot, Robert (* 1950), französischer Unternehmer
- Peugeot, Roland (1926–2016), französischer Unternehmer
- Peugeot, Thierry (* 1956), französischer Manager
- Peuger, Benedict (1755–1832), deutscher Historiker und Schriftsteller
- Peugniez, Bernard (* 1947), französischer Autor von Führern durch die Zisterzienserklöster Europas
- Peugniez, Pauline (1890–1987), französische Malerin und Glasmalerin

### Peuh
- Peuhu, Jaani (* 1978), finnischer Musiker, Produzent und Songschreiber

### Peuk
- Peuke, Werner (1905–1949), deutscher Kommunist und Widerstandskämpfer
- Peuker, Gustav, deutscher Radsportler
- Peuker, Paul (* 1987), deutscher Jazzmusiker (Gitarre, Komposition)
- Peuker, Torsten (* 1966), deutscher Journalist
- Peuker, Wolfgang (1945–2001), deutscher Maler und Graphiker
- Peukert, Alexander (* 1973), deutscher Rechtswissenschaftler
- Peukert, Alfred (1925–2013), deutscher Diplomat, Botschafter der DDR
- Peukert, August (1912–1986), deutscher Maler und Glaskünstler
- Peukert, Christian (* 1960), deutscher Fußballspieler
- Peukert, Detlev (1950–1990), deutscher Historiker und Hochschullehrer
- Peukert, Helge (* 1956), deutscher Wirtschafts- und Staatswissenschaftler
- Peukert, Helmut (* 1934), deutscher Pädagoge und Theologe
- Peukert, Herbert (1907–1987), sudetendeutscher Slavist und Hochschullehrer
- Peukert, Josef (1855–1910), österreichischer Anarchist
- Peukert, Karl (1903–1965), österreichisch-deutscher Schauspieler, Conférencier und Hörspielsprecher
- Peukert, Leo (1885–1944), deutscher Theater- und Filmschauspieler, RegisseurLeo Peukert (1885–1944)

Leo Peukert (1885–1944)

- Peukert, Max Ernst (1905–1947), Agrikulturchemiker, Mikrobiologe, Erfinder und Manager
- Peukert, Randolf (1929–2009), deutscher Stabhochspringer
- Peukert, Wilhelm (1855–1932), böhmischer Elektrotechniker, Hochschullehrer in Braunschweig
- Peukert, Wolfgang (* 1958), deutscher Verfahrenstechniker
- Peukestas, Offizier Alexanders des Großen
- Peukestas, Leibwächter Alexanders des Großen, Satrap von Persis, Diadoche
- Peukmann, Daniel (* 1986), deutscher Laiendarsteller
- Peukolaos, indischer König

### Peul
- Peüliche, Kirsten (* 1943), dänische Schauspielerin
- Peulvast-Bergeal, Annette (* 1946), französische Politikerin (PS), Mitglied der Nationalversammlung

### Peum
- Peumann, Bernward (1684–1747), deutscher Abt

### Peun
- Peunow, Michail Wadimowitsch (* 1948), sowjetischer Bogenschütze
- Peuntner, Thomas († 1439), österreichischer Theologe; Verfasser mehrerer Erbauungsschriften

### Peup
- Peuppus, Jakob (1859–1905), bayerischer Militärmusiker und Kapellmeister
- Peuppus, Martin (1882–1965), bayerischer Kapellmeister

### Peur
- Peura, Simo (* 1957), finnischer Geistlicher und Bischof
- Peurifoy, John Emil (1907–1955), US-amerikanischer Diplomat, Botschafter in Griechenland, Guatemala und Thailand
- Peurl, Leonhard (1454–1536), Bischof von Lavant
- Peurlin, Hanns der Mittlere, Bildhauer der Spätgotik und Renaissance

### Peus
- Peus, August (1855–1939), preußischer Landrat
- Peus, Busso (1908–1979), deutscher Politiker (CDU) und Oberbürgermeister der Stadt Münster
- Peus, Claudia (* 1977), deutsche Führungswissenschaftlerin und Managementwissenschaftlerin
- Peus, Fritz (1904–1978), deutscher Entomologe
- Peus, Fritz-Carl (1871–1950), deutscher Politiker (Zentrum), Oberbürgermeister der Stadt Münster
- Péus, Gunter (1931–2022), deutscher Journalist und Kunstsammler
- Pëus, Heinrich (1862–1937), deutscher Politiker (SPD), MdR
- Peus-Bispinck, Gabriele (* 1940), deutsche Politikerin (CDU), MdEP
- Peuschel, Hans-Joachim (* 1945), deutscher Politiker (CDU) und MdHB
- Peuschel, Otto (1867–1932), erzgebirgischer Mundartdichter und -sänger
- Peuscher, Susanne (* 1958), deutsche Filmeditorin
- Peusens, Joris (* 1979), belgischer Eishockeyspieler
- Peuser, Helmut (1940–2024), deutscher Politiker (CDU), MdL
- Peussa, Arvo (1900–1941), finnischer Mittelstreckenläufer
- Peussa, Tauno (1914–1940), finnischer Mittelstreckenläufer
- Peuster, Matthias (* 1969), deutscher Kinderarzt, Professor für Kinderheilkunde

### Peut
- Peuten, Ina (* 1942), deutsche Badmintonspielerin
- Peutingen, Ignatius Desiderius von (1641–1718), Stiftsdekan in Ellwangen (Jagst) und Gründer des Ellwanger Jesuitenkollegiums
- Peutinger, Konrad (1465–1547), deutscher PolitikerKonrad Peutinger (1465–1547)

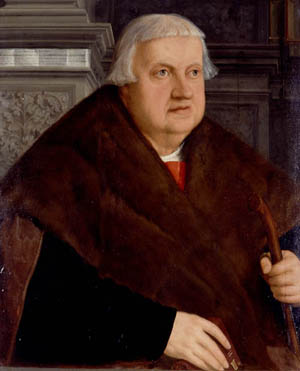
Konrad Peutinger (1465–1547)

- Peutinger, Margarete (1481–1552), deutsche Humanistin; Ehefrau Konrad Peutingers
- Peutinger, Ulrich (1751–1817), deutscher Benediktiner, Theologe und Hochschullehrer
- Peutlberger-Naderer, Gisela (* 1959), österreichische Politikerin (SPÖ) und oberösterreichische Landtagsabgeordnete
- Peutz, Jan (1886–1957), niederländischer Internist